# Praga E-41
De Praga E-41 (ook wel bekend als BH-41) is een Tsjechoslowaaks dubbeldekker-lesvliegtuig gebouwd door Praga. De BH-41 maakte haar eerste vlucht in 1931.

## Versies
- E-41: originele versie, uitgerust met een Hispano-Suiza 8Fb motor, 43 stuks gebouwd.
- E-141: versie uitgerust met een ZOD 260 motor.
- E-241: versie uitgerust met een Walter Pollux II motor, 95 stuks gebouwd.

## Specificaties (E-241)
- Bemanning: 2, de piloot en de instructeur
- Lengte: 8,30 m
- Spanwijdte: 11,15 m
- Vleugeloppervlak: 28,6 m2
- Leeggewicht: 1 185 kg
- Startgewicht: 1 570 kg
- Motor: 1× Walter Pollux II, 270 kW (360 pk)
- Maximumsnelheid: 230 km/h
- Plafond: 5 700 m
- Klimsnelheid: 4,5 m/s

## Gebruikers
- Slowakije – zo’n 30 E-241’s
- Tsjechoslowakije